# Chelotrupes kyliesi
Chelotrupes kyliesi es una especie de coleóptero de la familia Geotrupidae.

## Distribución geográfica
Habita en el sur de la España peninsular.

## Tipos
- Chelotrupes hendrichi
- Chelotrupes kyliesi
- Chelotrupes laevipennis